# 日本民主青年同盟
日本民主青年同盟（にほんみんしゅせいねんどうめい、英語: Democratic Youth League of Japan）は、日本の青年団体。略称は、民青同盟（みんせいどうめい）、民青（みんせい）、DYLJ。日本共産党を相談相手として活動する。
全日本学生自治会総連合（全学連）の組織的な母体にもなった。

## 概要
日本民主青年同盟の規約の第一条（名称、基本的性格）には以下が記載されている。
主な活動は、日本共産党の活動と連携した、日米安保条約反対などの平和運動、反原発運動、学費値上げ反対運動、各種署名活動やボランティア活動、学習会、同世代の交流と連帯などである、としている。2019年以降はコロナショックにより困窮する学生・若年者が増加したことを受け、各班がフードバンク事業を行っている。班によってはtwitterアカウントでインカレサークルを名乗っているところもあり、また大学当局に公式サークルとして認可を受けている班も存在する。

## 沿革
ロシア革命の影響を受けていた大正時代（1923年4月5日）に日本共産青年同盟（共青）が設立された。日本共産青年同盟が民青の前身である。共青は、天皇を中心とした戦前の日本で、「満18歳以上の男女の選挙権、被選挙権」、「同一労働同一賃金」、「天皇制打倒」、侵略戦争と軍国主義反対を掲げ、弾圧された。川合義虎、高島満兎、飯島喜美など捕えられて殺傷されたり、獄死した同盟員もいた。

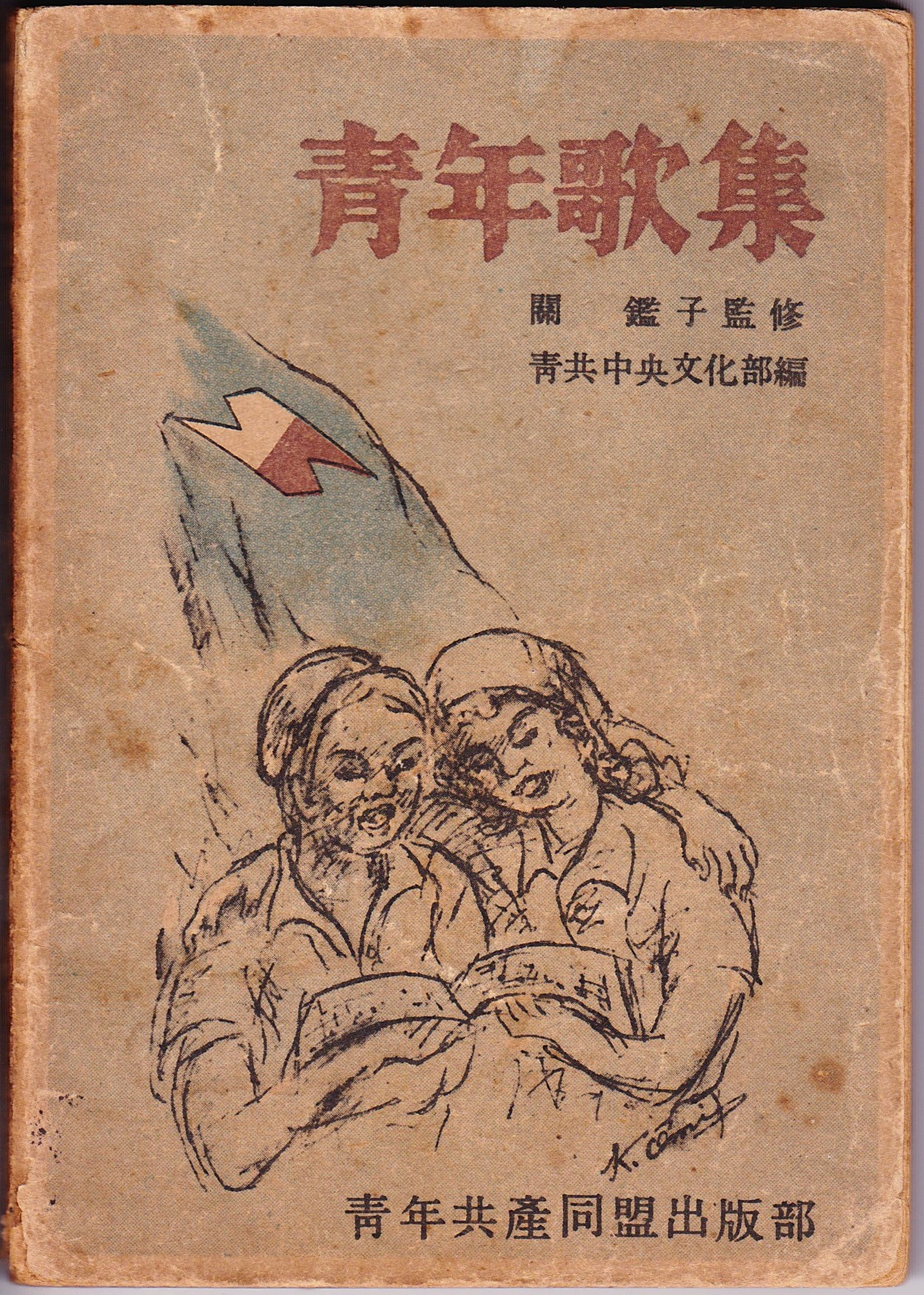
関鑑子監修 日本青年共産同盟中央文化部編「青年歌集」表紙（東京 1948年）

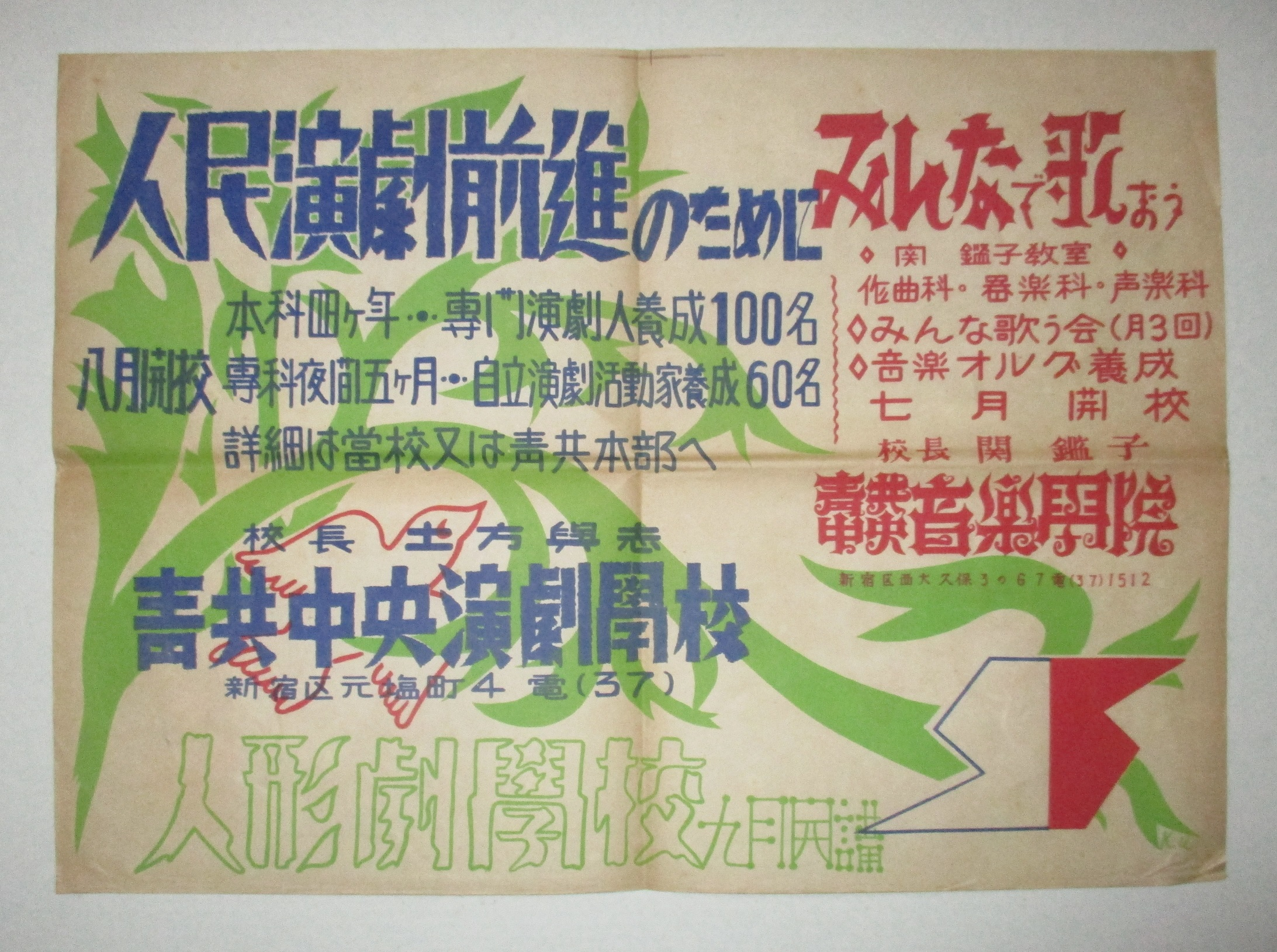
日本青年共産同盟中央演劇学校・中央音楽学院 開校宣伝ポスター（東京 1948年）

戦後は日本青年共産同盟（青共）として発足。その後、日本共産党の所感派と国際派の分裂と対立（50年問題）に伴い、「暴力的潮流があった」と自己批判し、日本民主青年団（民青団）と改称し、一旦科学的社会主義の放棄を行なった。しかし、他の交流サークルとの違いが見いだせなくなり、再び自己批判し、日本民主青年同盟への改称と共に科学的社会主義の路線が復活。1960年の第6回全国大会で民青は「青年同盟の呼びかけ」と「規約」を採択し、現在の組織の性格を確立した。「基本的任務と性格」は「日本共産党のみちびきをうけ科学的社会主義と党綱領を学ぶ」とされ、党の指導を受ける事が明確化されたが、この表現は1980年代以降に「日本共産党に相談する」と変更された。
旧ソビエト連邦共産党や中国共産党などと日本共産党の対立が激化した際には、「日本の運動に干渉を加えてきた時期があったが、干渉をはねのけた」としている。

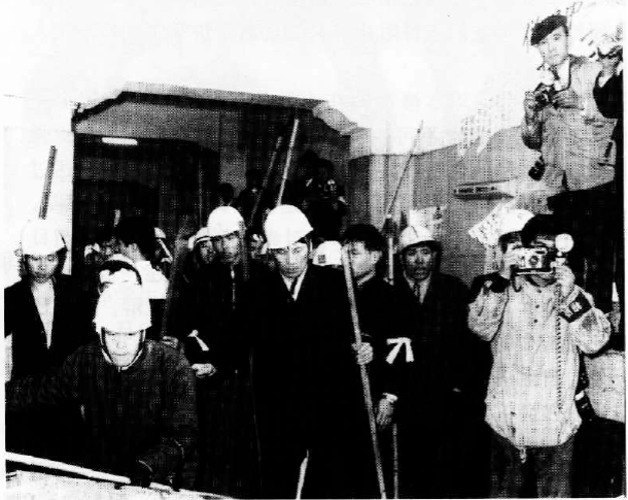
善隣学生会館事件における「民青のゲバルト部隊」とされる写真

1969年を頂点とした学生運動の昂揚期には、当時の学生の間で大きな力を持っていた全共闘などの反代々木派学生や新左翼諸セクトを「トロツキスト」と批判し、激しく対立した。黄色いヘルメットと「民主化棒」と称するゲバルト棒で武装した民青の防衛隊は「あかつき行動隊」と呼ばれ、数千人規模の全共闘を数百人の部隊で圧倒することもあった。1967年の善隣学生会館事件では中国共産党政府の主張をする在日華僑学生やその支援者などとの間に流血事件を起こしている。一方で、民社党系の「若い根っこの会」のような交流サークルの一面も併せ持ち、交流会や旅行などの企画を行なっていた。また、関連団体の中央合唱団や日本のうたごえ実行委員会（現：日本のうたごえ全国協議会）などを通じてうたごえ運動を主導した。その事から、新左翼からは「歌って踊って日共民青」と揶揄される事もあった。
同盟員数は6,460人（2023年時点）。最盛期の1970年には同盟員数は約20万人を数えた（名古屋大学生総数4,000人中1,000人、東北大8,000人中1,000人、岩手大3,000人中1,000人、京大、立命四桁、東大600、早大、法政、中央数百）が、30回大会（2002年11月）において「2万2,000の峰を突破」との表現で公表したのを最後に、同盟員数は明らかにしていなかったが、47回大会（2023年11月）において、システムで集計した現勢は6,460人だったことを明らかにした。
週刊金曜日の志位和夫へのインタビューによると、2017年で約9,500人と回答している。また、公式サイトでは「約1万人」と書かれている。
沖縄返還を機に1972年5月28日沖縄民青同盟が合流、日本民主青年同盟沖縄県委員会となった。
総務省が2014年11月28日に公表した平成25年定期公表分政治資金収支報告書によると、渋谷区神山町にあった民青会館の建物と土地がそれぞれ売却されたため、収入に計上されている。
歴代の大会・代表者は以下のとおり。大会は当初共産党と同じく2～3年に1回だったが、90年代に入り「世代交代を促す」目的で毎年開催されている。大会から次の大会までの間には定期的に中央常任委員・中央委員による中央委員会が開催され、中央委員会決定が発表され、学習される。
- 1951年5月5日　日本民主青年団（民青団）第1回全国大会
- 1953年9月20-22日　民青団第2回建団全国大会
- 1954年4月2-3日　民青団第3回躍進全国大会
- 1955年5月4-6日　民青団第4回全国大会
- 1956年11月23-25日　民青団第5回全国大会　日本民主青年同盟（民青同盟）に改称
- 1960年6月25-27日　日本民主青年同盟第6回全国大会　書記長前田稔
- 1961年6月4-6日　第7回全国大会
- 1963年1月25-27日　第8回全国大会　書記長土屋善夫
- 1965年2月28日-3月2日　第9回全国大会
- 1967年9月16-18日　第10回全国大会　委員長吉村金之助
- 1969年11月26-28日　第11回全国大会　委員長吉村金之助
- 1972年9月27-29日　第12回全国大会　委員長浦田宣昭
- 1974年2月24-26日　第13回全国大会　委員長浦田宣昭
- 1976年3月24-27日　第14回全国大会　委員長福重泰次郎
- 1978年2月23-25日　第15回全国大会　委員長福重泰次郎
- 1980年4月10-13日　第16回全国大会　委員長福重泰次郎
- 1982年5月15-18日　第17回全国大会　委員長大幡基夫、書記長金子邦彦
- 1984年7月26-29日　第18回全国大会　委員長大幡基夫
- 1986年11月21-24日　第19回全国大会　委員長中村正男、書記長和田一男[19]
- 1994年4月　第22回全国大会　委員長川田忠明
- 2002年11月22-24日　第30回全国大会　委員長姫井二郎
- 2004年2月13-15日　第31回全国大会　委員長姫井二郎
- 2005年11月　第32回全国大会
- 2007年11月23-25日　第33回全国大会  委員長田中悠
- 2009年11月21-23日　第34回全国大会　委員長田中悠
- 2011年11月18-20日　第35回全国大会　委員長田中悠
- 2012年11月23-25日　第36回全国大会　委員長田中悠[20]
- 2013年11月22-24日　第37回全国大会　委員長田中悠[21]
- 2014年11月22-24日　第38回全国大会　委員長田中悠
- 2015年11月21-23日　第39回全国大会　委員長：小山農　副委員長：小林聡[22]
- 2016年11月25-27日　第40回全国大会　委員長：小山農　副委員長：小林聡、宅田葉月
- 2017年12月8-10日　第41回全国大会　委員長：小山農　副委員長：宅田葉月、中山歩美
- 2018年11月23-25日　第42回全国大会　委員長：小山農　副委員長：中山歩美、阿部泰樹
- 2020年11月22-29日　第44回全国大会　委員長：西川龍平　副委員長：中山歩美、酒巻眞世[23]

## 中央機関紙
中央機関紙として、青年向けの『民主青年新聞』を発行している。
民主青年新聞
略称「民青新聞」「民新」。青年・学生・高校生にむけて発行。時事解説、政治・社会学習、文化・社会運動など。隔週刊（隔週月曜日発行、かつては週刊）。タブロイド判12ページ（かつてはブランケット判8ページ）。購読料：680円（月額）。えびはら武司の漫画が連載されていた事もある。
1950年6月15日、民青団中央団報『プロレタリアの若き戦士』として創刊。10日刊、タブロイド版2ページであった。1952年1月1日、民青団中央機関紙『若き戦士』に改題。1956年3月15日、民青団中央機関紙『民主青年新聞』に改題された。
また、かつては「われら高校生」（略称「われ高」、創刊当時は週刊、のち隔週刊）、「同盟活動」（週刊）、「青年運動」（月刊）を発行していたが、読者数の減少により廃刊となった。「青年運動」は全国大会が開催されるたびに臨時増刊され、全国大会の諸決議や中央役員や全国大会での発言などが掲載されていた。現在は、「青年運動臨時増刊」と冠しない全国大会決定集が毎年出版されている。
「われら高校生」に連載されていた4コマ漫画「あにまるまる」（岩間みどり）は単行本化されていた。但し、最終話を含む数話は収録されていない。

## 同盟員
民青同盟の規約で、「民青同盟の目的と規約をみとめ、同盟費をおさめ、民青同盟の一定の組織にはいって学び活動しようとする15歳から原則として30歳までの日本青年は同盟員になることができる。」（第1条）としている。基礎組織（班）での加盟決定と上級機関の確認を経て、加盟できる。運営資金は、同盟員や読者が払う同盟費（一般月額550円、高校生月額250円、減免制度あり）と機関紙代、個人からの募金によりまかなわれている。
「いちじるしく反社会的で、民青への信頼を損なう人は、加盟することができない」としている（第3条）。具体的には、暴力団構成員や、統一協会（現・世界平和統一家庭連合）・国際勝共連合を始めとするカルト集団や右翼団体、ニセ「左翼」暴力集団（新左翼、極左暴力集団）、過激派などの構成員、国家権力に命ぜられて組織的に同盟の活動に反対する活動を行なっている警察官、自衛官、公安調査庁職員など としている。
年齢上限は弾力的に運用されており、30歳を超えて在籍している同盟員もいる。当初は28歳までとされていたが、後に世代交代を促すため25歳に引き下げた。2011年より上限が30歳まで引き上げられた。

## 組織
各都道府県に都道府県委員会と地区委員会があり、全国大会を毎年開催している。全国大会はかつては2～3年ごとの開催であったが、中央委員（中央常任委員と都道府県委員長がほとんどである）の交替の促進などから毎年開催に変わった。地区委員会は「班は直接都道府県委員会が指導する」という方針で1990年代後半に一旦廃止されたが、現在は再建を進めている。地区委員会は日本共産党の地区委員会にほぼ準拠している。
班は3人以上の同盟員で結成され、職場・地域・学園（大学、高校など）の単位で活動する。1つの学校で班が組織できないときは、2つ以上の学校にまたがって班を作る（学生班、高校生班、浪人班など）。
中央委員会の本部事務所「民主青年会館」は長らく東京都渋谷区神山町に置かれていたが、現在は同じ区内の千駄ヶ谷に移転している。民青会館には、民青や全日本学生自治会総連合、全国労働組合総連合青年部、日本新聞労働組合連合青年婦人部協議会、全国商工団体連合会青年部協議会、農民運動全国連合会青年部などが加盟する「明るい革新日本をめざす中央青年学生連絡会議」（中央青学連）の事務所が同居している。
静岡県伊東市には、かつて研修施設「伊豆青年学習会館」があった。

## 他団体との関係
- 日本共産党
民青の組織化には日本共産党も協力している[28]。ただし、同盟員の資格は、日本共産党の党員資格とは完全に別のものであり、組織的にも同党の青年組織とは異なる[3]。
- 日本社会主義青年同盟、青年法律家協会、日本青年団協議会
以上3団体は平和運動などの活動で連携することがある。
- 世界民主青年連盟
かつて所属していた国際組織。笠井亮や西沢舜一らが派遣されていた。

## 出身著名人

### 芸能
- 永井智雄 - 俳優。前身の日本共産青年同盟の元神戸市委員長。
- 納谷悟朗 - 俳優、声優、演出家。日本青年共産同盟時代の同盟員。
- 瞳みのる - ドラマー（ザ・タイガース）、中国文学者[29]

### 文化
- 池田理代子 - 漫画家[30]
- 西沢舜一（勝山俊介） - 文芸評論家、小説家、劇作家。世界民主青年連盟書記局員を経て、日本共産党中央委員会文化部長などを歴任。

### 国会議員

#### 日本共産党
民青時代の役職を記す。
- 伊藤岳 - 中央委員・埼玉県委員長
- 井上哲士 - 京大地区委員長
- 岩渕友 - 中央委員・福島県委員長
- 笠井亮 - 中央委員会国際部長
- 紙智子 - 中央委員会副委員長
- 塩川鉄也 - 埼玉西南地区委員長
- 武田良介 - 中央委員・長野県委員長
- 田村智子 - 中央常任委員・「われら高校生」「民主青年新聞」編集長
- 宮本岳志 - 中央委員・大阪府委員長
- 山下芳生 - 北河内地区委員長・大阪府副委員長

前・元職
- 大幡基夫 - 中央委員会委員長
- 春名直章 - 中央委員会副委員長
- 池内沙織 - 東京都委員会副委員長
- 梅村早江子 - 立命館1部地区委員長・中央委員会副委員長
- 畑野君枝 - 中央委員・神奈川県委員長
- 大平喜信 - 中央常任委員・広島県委員長・「われら高校生」編集長
- 真島省三 - 戸畑地区委員長
- 筆坂秀世 - 日本共産党元政策委員会責任者・書記局長代行。現在は離党し保守系評論家。

#### その他の政党
現・前・元職、所属政党などを記す。
- 白川勝彦 - 元衆議院議員（6期）、自由民主党→新党・自由と希望。自治大臣、国家公安委員会委員長を歴任。弁護士。
- 武村正義 - 、元衆議院議員（4期）、自由民主党→新党さきがけ→さきがけ→民主党。八日市市長（1期）、滋賀県知事（3期）、内閣官房長官、大蔵大臣などを歴任。
- 川田悦子 - 元衆議院議員（1期）、無所属（日本共産党が自主的支援、その後中村敦夫らと関係を深め共産党と対立）。川田龍平（立憲民主党参議院議員）の母。
- 竹中平蔵 - 元参議院議員（1期）、自由民主党。産業競争力会議、国家戦略特区諮問会議有識者議員[31]。

### その他
- 松崎明 - 労働運動家・新左翼活動家。民青離脱後は、日本革命的共産主義者同盟革命的マルクス主義派（革マル派）副議長、国鉄動力車労働組合（動労）委員長、全日本鉄道労働組合総連合会（JR総連）・東日本旅客鉄道労働組合（JR東労組）顧問などを歴任。
- 若月俊一 - 医師。東京帝国大学入学後に共青に加盟し東大医学部のキャップを務め、機関紙『赤門戦士』を発行。戦後は佐久総合病院院長などを歴任。マグサイサイ賞を受賞。
- 山村政明 - 朝鮮系日本人、聖書キリスト教会会員。焼身自殺で世間に衝撃を与えた。
- 奥平剛士 - 新左翼活動家。民青離脱後は京大パルチザンの影響を受け、全学共闘会議、共産主義者同盟赤軍派を経て、日本赤軍を結成。テルアビブ空港乱射事件で死去。
- 篠原常一郎 - ジャーナリスト、政治・軍事評論家。元筆坂秀世・東中光雄・小沢和秋議員秘書。民青朗人（浪人）班出身。現在は共産党を除籍され、保守派に転向し、参政党役員を務めた。
- 藤岡信勝 - 教育学者。現在は共産党を離脱し、右派に転向。東京大学、拓殖大学教授等を歴任。自由主義史観研究会代表、新しい歴史教科書をつくる会副会長。妻の父母である舩山謙次と舩山しん、そして謙次の兄である舩山信一は全員共産党員。
- 太田洪量 - 宗教家、政治活動家。民青離脱後に「全国大学連合原理研究会」（J-CARP）会長となり、国際勝共連合会長、世界日報取締役、世界平和連合会長など、世界平和統一家庭連合（旧・統一協会）系団体の幹部を歴任。
- 油井喜夫 - 司法書士、社会運動研究家。民青中央委員・静岡県委員長、共産党静岡県委員を歴任するが、新日和見主義事件に関わった容疑をかけられ役職を解任される。のちに離党し、事件に関する書籍を著した。
- 矢野裕 - 元狛江市長。判例時報社労働組合委員長、狛江市議などを歴任。
- 吉田万三 - 第5代足立区長、歯科医。全日本民主医療機関連合会（民医連）、中央社会保障推進協議会（社保協）役員を歴任。
- 松竹伸幸 - ジャーナリスト。全学連委員長、民青役員、共産党国会議員秘書、政策委員、安保・外交部長などを歴任。のちに共産党を除名されている。